# Doulougou
Doulougou è un dipartimento del Burkina Faso classificato come comune, situato nella provincia di Bazèga, facente parte della Regione del Centro-Sud.
Il dipartimento si compone del capoluogo e di altri 34 villaggi: Bangléongo, Bélégré, Bingla, Borogo, Dabogtinga, Douré, Gana, Godin, Guidgrétinga, Guidissi, Kagamzincé, Kombous-Youngo, Lamzoudo, Nabdogo, Nabinskiema, Pibsé, Poédogo, Rakaye-Mossi, Rakaye-Yarcé, Sampogrétinga, Samsaongo, Sarana, Seloghin, Silemba, Sincéné, Soulli, Tampouri, Toébanéga, Toghin, Wanféré, Wattinoma, Widi, Yanga e Yougritenga.